# هاروتیون کاراپتیان (تاریخ‌نگار ادبی)
هاروتیون آلکساندری کاراپتیان (ارمنی: Հարություն Ալեքսանդրի Կարապետյան؛ زادهٔ ۷ آوریل ۱۹۵۰ - درگذشته ۲۰۰۳) یک تاریخ‌نگار ادبی و آموزگار، سیاستمدار اهل ارمنستان بود که از تاریخ ۱۹۹۰ تا تاریخ ۱۹۹۵ سمت نمایندگی دوره اول شورای عالی جمهوری ارمنستان را برعهده داشت.

## زندگی‌نامه
در ۷ آوریل ۱۹۵۰ در آخالتسیخه به دنیا آمد و از دانشکده لغت‌شناسی دانشگاه دولتی ایروان (۱۹۷۲) فارغ‌التحصیل شد. وی در اتحادیه نویسندگان ارمنستان فعالیت می‌کرد. وی عضو اتحادیه نویسندگان ارمنستان و حزب کمونیست ارمنستان (اتحاد شوروی) بود.  وی در ۲۰۰۳در سن ۵۳ سالگی درگذشت.